# Alida
Alida  è un nome proprio di persona italiano femminile.

## Varianti
- Femminili: Alide[1][3], Alidea[1][3]
- Maschili: Alido[1][3], Alideo[1][3]

## Origine e diffusione
Sebbene la sua etimologia non sia del tutto certa, si tratta con ogni probabilità di un nome di origine germanica, basato sulla radice hildjo ("battaglia") o athala ("nobiltà").
Ipotesi minoritarie lo riconducono al tardo gentilizio latino Alidius o Alidus (peraltro di oscura interpretazione), anche se la mancanza di una tradizione medievale e rinascimentale non depone a suo favore, oppure al greco alìs o alidos, ovvero "salsedine", col possibile significato di "creature marina" oppure di "salmastra".
In Italia, questo nome è limitato al Nord e, in misura minore, al Centro; le forme femminili hanno maggiore frequenza in Friuli-Venezia Giulia ed Emilia-Romagna, mentre i maschili in Toscana e nella provincia di Udine; la diffusione del nome ha probabilmente beneficiato, intorno alla metà del Novecento, della fama di attrici quali Alida Chelli e Alida Valli. Il nome è presente anche nelle lingue olandese, tedesco e ungherese, dove è utilizzato come ipocoristico di Adelaide.

## Onomastico
L'onomastico viene festeggiato il 1º novembre per la festa di Ognissanti, in quanto il nome non è portato da alcuna santa e quindi è adespota. Data la possibile correlazione etimologica è possibile anche festeggiarlo lo stesso giorno di Adelaide.

## Persone
- Alida Airaghi, poetessa italiana

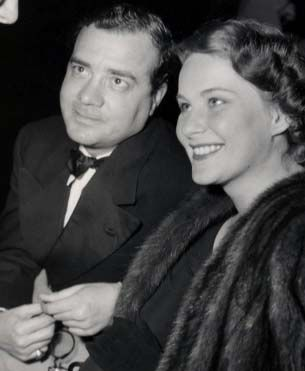
Alida Valli

- Alida Cappellini, attrice, doppiatrice e scenografa italiana
- Alida Chelli, attrice e cantante italiana
- Alida Milana, doppiatrice e direttrice di doppiaggio italiana
- Alida Neave, tennista sudafricana
- Alida Valli, attrice italiana
- Alida van der Anker-Doedens, canoista olandese
- Alida Johanna van den Bos, ginnasta olandese
- Alida Withoos, pittrice e illustratrice olandese

### Variante Alide

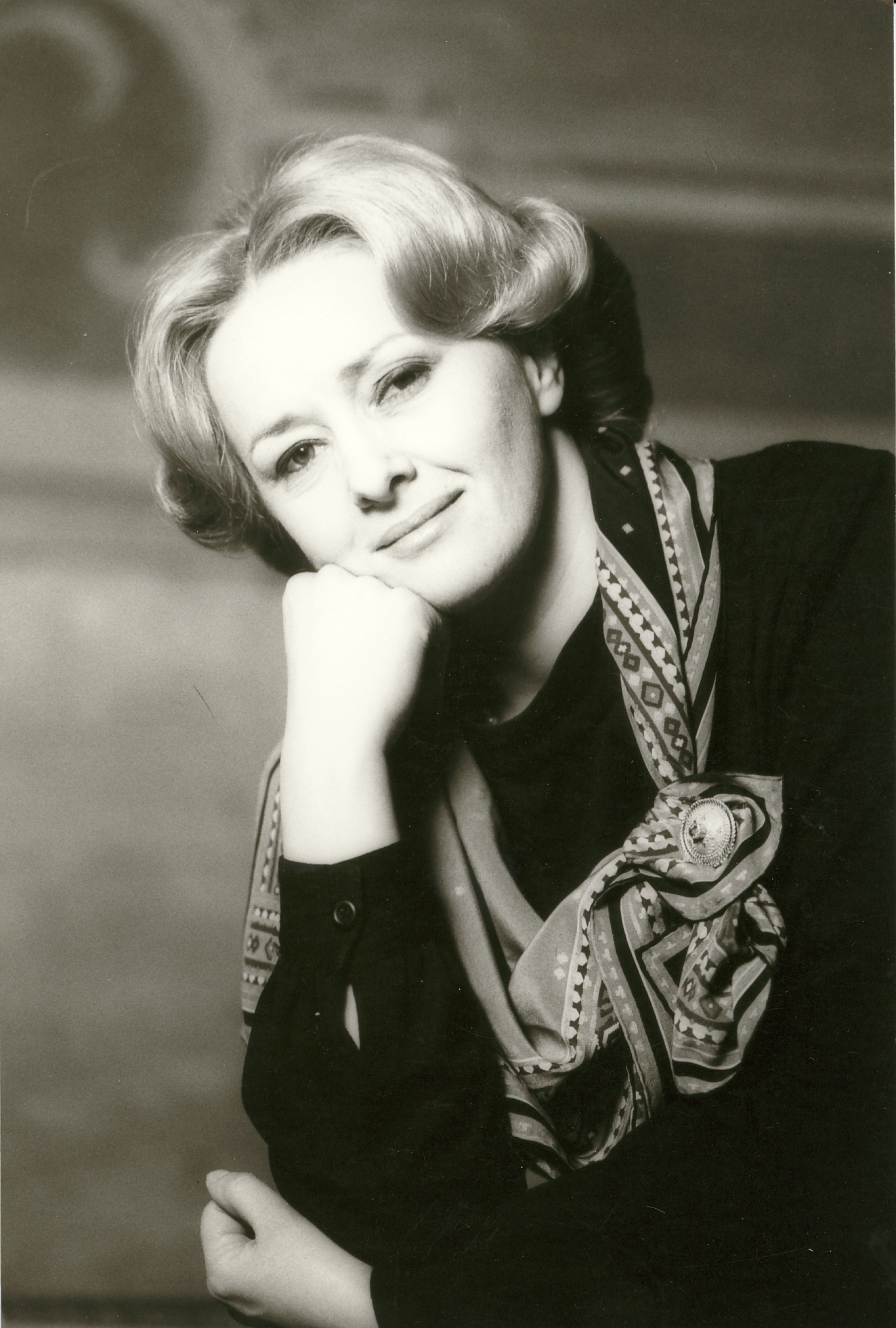
Alide Maria Salvetta

- Alide Maria Salvetta, soprano italiano

### Variante maschile Alido
- Alido Grisanti, calciatore italiano